# Саруй
Сару́й (чув. Саруй) — деревня в Урмарском районе Чувашской Республики. Входит в состав Большеяниковского сельского поселения.

## История
Это сравнительно молодая деревня. Она выделилась из деревни Ыхра-Сирма.

В 1793—1794 годах: выселок Саруй из деревни Ыхра-Сирма по обе стороны речки Сакнара и двух отвершков — одного на правой, а другого на левой, дворов 65.

1859 г.: Саруй околоток. при ключе Сырым-кюль и Шебетышево, дворов 107, мужчин 248, женщин — 285.

1900 г.: Саруй, дворов 178, мужчин 450, женщин 447, чуваши православные, школа грамотности — 38 мальчиков и 18 девочек.

1902 г.: Саруй, дворов 190, мужчин 489, женщин 497.

В документах очень часто упоминается как деревня Саруй-Буртасы.

Был ещё хутор Саруй, но с 30-х годов XX века не упоминается. Существует предание, что свое название деревня получила от поляны, на которой росло большое количество желтых цветов. (Сарӑ Уй в переводе с чувашского Жёлтое поле). По другим — от земли, которая резко отличалась своим цветом от соседней Хоруйской земли.

В 1917 году находилась в составе Яниково-Шоркистринской волости Цивильского уезда Казанской губернии.

В 1930 году находилась в составе Орнарского сельского совета, и в деревне организован колхоз «Им. Петрова».

По состоянию на 1 мая 1981 года деревня находилась в составе Шоркистринского сельского совета, в составе совхоза «Авангард».
На 1902 год были следующие промысловые заведения в деревне:
| Название заведений            | Доходность в руб. | Владелец заведения | Год основания |
| ----------------------------- | ----------------- | ------------------ | ------------- |
| Ветряные мукомольные мельницы | 260               | Г.Иванов           | 1896          |
| Ветряные мукомольные мельницы | 260               | М.Алексеев         | 1900          |
| Ветряные мукомольные мельницы | 200               | С.Никитин          | 1901          |
| Водяные мельницы              | 87                | В.Смирнов          | 1875          |
| Колесное                      | 10                | П.Петров           | 1887          |
| Стекольное                    | 10                | М.Филиппов         | 1887          |

### Школа грамотности
Школа грамоты функционировала с 15 ноября 1884 года. В 1889 году было 14 мальчиков. Учитель — Антон Егоров — получал жалованье 10 рублей в год. Годовой бюджет школы составлял 53 рубля.

### Археологические памятники
Курган эпохи бронзы около деревни Саруй, находящийся на распаханном поле (в 2-х километрах к западу от деревни между оврагами «Турӑх-ҫырми» и «Кайри улӑх»). В результате многолетней распашки насыпь кургана почти снесена и при диаметре около 10 метров в 1988 году имела высоту около 0,6 м. Курган относится к балановской культуре.

В 1988 году был раскопан. Раскопки показали, что продолжительность жизни была короткой: детей до года умирало 17 %, не старше 12 лет — 44 %, почти половина всех мужчин умирала в возрасте 30-35 лет.